# Patti Rhodes
Pour les articles homonymes, voir Rhodes (homonymie).
Patti Rhodes est une réalisatrice et productrice de films pornographiques. Elle appartient au AVN Hall of Fame.

## Filmographie en tant que réalisatrice
- Marina Vice (1985)
- Swedish Erotica Featurettes 1 (1989)
- Rainwoman 3 (1990)
- Blow Job Betty  (1991)
- Afterhours (2005)
- Frosty's Dad in Action (1990)

## Filmographie en tant que productrice
- Lust Italian Style (1987)
- Taboo 13  (1994)
- Teri Weigel: Centerfold (1998)
- Fire and Ice (2000)
- The Girl Next Door 1  (2004)
- Ackland uses clay (2007)